# Критерий прочности Друкера — Прагера
Критерий прочности Друкера — Прагера — зависящая от нагружения модель, определяющая поведение или разрушение некоторых материалов под влиянием пластической деформации. Данный критерий был разработан для описания пластических деформаций глинистых грунтов, также он может применяться для описания разрушения скальных грунтов, бетона, полимеров, пены и других, зависящих от давления, материалов.
Назван по именам Даниэля Друкера и Прагера, разработавшим эту модель в 1952 году.

## Формулировка
Критерий описывается следующей формулой:
{\displaystyle {\sqrt {J_{2}}}=A+B~I_{1}}
где {\displaystyle I_{1}} — первый инвариант тензора напряжений, а {\displaystyle J_{2}} — второй инвариант девиатора тензора напряжений. Константы {\displaystyle A,B} определяются экспериментально.
В терминах эквивалентных напряжений (или напряжений по Мизесу) и гидростатических напряжений, критерий Друкера — Прагера может быть записан как:
{\displaystyle \sigma _{e}=a+b~\sigma _{m}}
где {\displaystyle \sigma _{e}} — эквивалентное напряжение, {\displaystyle \sigma _{m}} — гидростатическое напряжение, и
{\displaystyle a,b} константы материала. Критерий Друкера — Прагера, выраженный в координатах Хейга — Вестергаарда следующим образом:
{\displaystyle {\tfrac {1}{\sqrt {2}}}\rho -{\sqrt {3}}~B\xi =A}
Поверхность текучести Друкера — Прагера есть сглаженная версия поверхности текучести Мора — Кулона.

## Выражения для A и B
Модель Друкера — Прагера может быть записана в терминах главных напряжений:
{\displaystyle {\sqrt {{\cfrac {1}{6}}\left[(\sigma _{1}-\sigma _{2})^{2}+(\sigma _{2}-\sigma _{3})^{2}+(\sigma _{3}-\sigma _{1})^{2}\right]}}=A+B~(\sigma _{1}+\sigma _{2}+\sigma _{3})~.}
Если {\displaystyle \sigma _{t}} — предел прочности при одноосном растяжении, критерий Друкера — Прагера означает:
{\displaystyle {\cfrac {1}{\sqrt {3}}}~\sigma _{t}=A+B~\sigma _{t}~.}
Если {\displaystyle \sigma _{c}} предел прочности при одноосном сжатии, критерий Друкера — Прагера означает:
{\displaystyle {\cfrac {1}{\sqrt {3}}}~\sigma _{c}=A-B~\sigma _{c}~.}
Решая эти 2 уравнения, получаем
{\displaystyle A={\cfrac {2}{\sqrt {3}}}~\left({\cfrac {\sigma _{c}~\sigma _{t}}{\sigma _{c}+\sigma _{t}}}\right)~;~~B={\cfrac {1}{\sqrt {3}}}~\left({\cfrac {\sigma _{t}-\sigma _{c}}{\sigma _{c}+\sigma _{t}}}\right)~.}

### Одноосный асимметричный коэффициент
Различные одноосные критерии прочности на растяжение и сжатие были предсказаны с помощью модели Друкера — Прагера. Одноосный асимметричный коэффициент для модели Друкера — Прагера:
{\displaystyle \beta ={\cfrac {\sigma _{\mathrm {c} }}{\sigma _{\mathrm {t} }}}={\cfrac {1-{\sqrt {3}}~B}{1+{\sqrt {3}}~B}}~.}

### Выражение в терминах угла трения и когезии
Поскольку поверхность текучести Друкера — Прагера — сглаженная версия поверхности текучести Мора — Кулона, то он часто выражается в терминах когезии ({\displaystyle c}) и угла внутреннего трения ({\displaystyle \phi }), которые используются в теории Мора — Кулона. Если допустить, что поверхность текучести Друкера — Прагера описана около поверхности текучести Мора — Кулона, тогда выражения для {\displaystyle A} и {\displaystyle B} следующие:
{\displaystyle A={\cfrac {6~c~\cos \phi }{{\sqrt {3}}(3+\sin \phi )}}~;~~B={\cfrac {2~\sin \phi }{{\sqrt {3}}(3+\sin \phi )}}}
Если поверхность текучести Друкера-Прагера вписана в поверхность текучести Мора-Кулона, то
{\displaystyle A={\cfrac {6~c~\cos \phi }{{\sqrt {3}}(3-\sin \phi )}}~;~~B={\cfrac {2~\sin \phi }{{\sqrt {3}}(3-\sin \phi )}}}

## Модель Друкера — Прагера для полимеров
Модель Друкера — Прагера используется для моделирования таких полимеров, как полиформальдегид и полипропилен. Для полиформальдегида критерий прочности есть линейная функция от нагрузки. Однако, для полипропилена наблюдается квадратичная зависимость от нагрузки.

## Модель Друкера-Прагера для пен
Для пен модель GAZT использует:
{\displaystyle A=\pm {\cfrac {\sigma _{y}}{\sqrt {3}}}~;~~B=\mp {\cfrac {1}{\sqrt {3}}}~\left({\cfrac {\rho }{5~\rho _{s}}}\right)}
где {\displaystyle \sigma _{y}} — критическое напряжение для разрушения при растяжении или сжатии, {\displaystyle \rho } — плотность пены, и {\displaystyle \rho _{s}} — плотность базового материала(из которого получена пена).

## Выражения для изотропной модели Друкера — Прагера
Критерий Друкера — Прагера также может быть использован в альтернативной формулировке:
{\displaystyle J_{2}=(A+B~I_{1})^{2}=a+b~I_{1}+c~I_{1}^{2}~.}

### Критерий прочности Дешпанде — Флека
Критерий прочности Дешпанде — Флека для пен имеет форму приведенного выше уравнения. Параметры {\displaystyle a,b,c} для критерии Дешпанда-Флека
{\displaystyle a=(1+\beta ^{2})~\sigma _{y}^{2}~,~~b=0~,~~c=-{\cfrac {\beta ^{2}}{3}}}
где {\displaystyle \beta } -параметр, определяющий форму поверхности текучести, а {\displaystyle \sigma _{y}} предел прочности на растяжение или сжатие.

## Анизотропный критерий прочности Друкера — Прагера
Анизотропная форма критерия прочности Друкера — Прагера совпадает с критерием прочности Лю — Хуана — Стаута. Этот критерий прочности выражен в обобщенном критерии текучести Хилла:
{\displaystyle {\begin{aligned}f:=&{\sqrt {F(\sigma _{22}-\sigma _{33})^{2}+G(\sigma _{33}-\sigma _{11})^{2}+H(\sigma _{11}-\sigma _{22})^{2}+2L\sigma _{23}^{2}+2M\sigma _{31}^{2}+2N\sigma _{12}^{2}}}\\&+I\sigma _{11}+J\sigma _{22}+K\sigma _{33}-1\leq 0\end{aligned}}}
Коэффициенты {\displaystyle F,G,H,L,M,N,I,J,K} есть:
{\displaystyle {\begin{aligned}F=&{\cfrac {1}{2}}\left[\Sigma _{2}^{2}+\Sigma _{3}^{2}-\Sigma _{1}^{2}\right]~;~~G={\cfrac {1}{2}}\left[\Sigma _{3}^{2}+\Sigma _{1}^{2}-\Sigma _{2}^{2}\right]~;~~H={\cfrac {1}{2}}\left[\Sigma _{1}^{2}+\Sigma _{2}^{2}-\Sigma _{3}^{2}\right]\\L=&{\cfrac {1}{2(\sigma _{23}^{y})^{2}}}~;~~M={\cfrac {1}{2(\sigma _{31}^{y})^{2}}}~;~~N={\cfrac {1}{2(\sigma _{12}^{y})^{2}}}\\I=&{\cfrac {\sigma _{1c}-\sigma _{1t}}{2\sigma _{1c}\sigma _{1t}}}~;~~J={\cfrac {\sigma _{2c}-\sigma _{2t}}{2\sigma _{2c}\sigma _{2t}}}~;~~K={\cfrac {\sigma _{3c}-\sigma _{3t}}{2\sigma _{3c}\sigma _{3t}}}\end{aligned}}}
где
{\displaystyle \Sigma _{1}:={\cfrac {\sigma _{1c}+\sigma _{1t}}{2\sigma _{1c}\sigma _{1t}}}~;~~\Sigma _{2}:={\cfrac {\sigma _{2c}+\sigma _{2t}}{2\sigma _{2c}\sigma _{2t}}}~;~~\Sigma _{3}:={\cfrac {\sigma _{3c}+\sigma _{3t}}{2\sigma _{3c}\sigma _{3t}}}}
и {\displaystyle \sigma _{ic},i=1,2,3} пределы прочности при одноосном сжатии по трем главным направлениям анизотропии, {\displaystyle \sigma _{it},i=1,2,3} пределы прочности при одноосном растяжении, и {\displaystyle \sigma _{23}^{y},\sigma _{31}^{y},\sigma _{12}^{y}} пределы прочности при чистом сдвиге. Выше было допущено, что значения {\displaystyle \sigma _{1c},\sigma _{2c},\sigma _{3c}} положительные, а {\displaystyle \sigma _{1t},\sigma _{2t},\sigma _{3t}} — отрицательные.

## Критерий текучести Друкера
Критерий Друкера — Прагера не должен вступать в противоречие с более ранним критерием Друкера, который независим от нагрузок ({\displaystyle I_{1}}). Критерий Друкера имеет запись
{\displaystyle f:=J_{2}^{3}-\alpha ~J_{3}^{2}-k^{2}\leq 0}
где {\displaystyle J_{2}} — второй инвариант девиатора тензора напряжения, {\displaystyle J_{3}} — третий инвариант девиатора тензора напряжения, {\displaystyle \alpha } — константа, находящаяся между −27/8 и 9/4 (чтобы поверхность текучести была выпуклой), {\displaystyle k} — константа, меняющаяся в зависимости от {\displaystyle \alpha }. Для {\displaystyle \alpha =0}, {\displaystyle k^{2}={\cfrac {\sigma _{y}^{6}}{27}}}, где {\displaystyle \sigma _{y}} критерий прочности при одноосном растяжении.

## Анизотропный критерий Друкера
Анизотропная версия критерия текучести Друкера — критерий текучести Казаку — Барлата, который имеет вид
{\displaystyle f:=(J_{2}^{0})^{3}-\alpha ~(J_{3}^{0})^{2}-k^{2}\leq 0}
где {\displaystyle J_{2}^{0},J_{3}^{0}} — обобщенные формы девиатора тензора напряжения, определенные как:
{\displaystyle {\begin{aligned}J_{2}^{0}:=&{\cfrac {1}{6}}\left[a_{1}(\sigma _{22}-\sigma _{33})^{2}+a_{2}(\sigma _{33}-\sigma _{11})^{2}+a_{3}(\sigma _{11}-\sigma _{22})^{2}\right]+a_{4}\sigma _{23}^{2}+a_{5}\sigma _{31}^{2}+a_{6}\sigma _{12}^{2}\\J_{3}^{0}:=&{\cfrac {1}{27}}\left[(b_{1}+b_{2})\sigma _{11}^{3}+(b_{3}+b_{4})\sigma _{22}^{3}+\{2(b_{1}+b_{4})-(b_{2}+b_{3})\}\sigma _{33}^{3}\right]\\&-{\cfrac {1}{9}}\left[(b_{1}\sigma _{22}+b_{2}\sigma _{33})\sigma _{11}^{2}+(b_{3}\sigma _{33}+b_{4}\sigma _{11})\sigma _{22}^{2}+\{(b_{1}-b_{2}+b_{4})\sigma _{11}+(b_{1}-b_{3}+b_{4})\sigma _{22}\}\sigma _{33}^{2}\right]\\&+{\cfrac {2}{9}}(b_{1}+b_{4})\sigma _{11}\sigma _{22}\sigma _{33}+2b_{11}\sigma _{12}\sigma _{23}\sigma _{31}\\&-{\cfrac {1}{3}}\left[\{2b_{9}\sigma _{22}-b_{8}\sigma _{33}-(2b_{9}-b_{8})\sigma _{11}\}\sigma _{31}^{2}+\{2b_{10}\sigma _{33}-b_{5}\sigma _{22}-(2b_{10}-b_{5})\sigma _{11}\}\sigma _{12}^{2}\right.\\&\qquad \qquad \left.\{(b_{6}+b_{7})\sigma _{11}-b_{6}\sigma _{22}-b_{7}\sigma _{33}\}\sigma _{23}^{2}\right]\end{aligned}}}

### Критерий текучести Казаку — Барлата для плоского напряженного состояния
Для тонких металлических пластин напряжения могут быть рассмотрены как в случае плоского напряженного состояния. В этом случае критерий текучести Казаку-Барлата сокращается до своей двумерной версии:
{\displaystyle {\begin{aligned}J_{2}^{0}=&{\cfrac {1}{6}}\left[(a_{2}+a_{3})\sigma _{11}^{2}+(a_{1}+a_{3})\sigma _{22}^{2}-2a_{3}\sigma _{1}\sigma _{2}\right]+a_{6}\sigma _{12}^{2}\\J_{3}^{0}=&{\cfrac {1}{27}}\left[(b_{1}+b_{2})\sigma _{11}^{3}+(b_{3}+b_{4})\sigma _{22}^{3}\right]-{\cfrac {1}{9}}\left[b_{1}\sigma _{11}+b_{4}\sigma _{22}\right]\sigma _{11}\sigma _{22}+{\cfrac {1}{3}}\left[b_{5}\sigma _{22}+(2b_{10}-b_{5})\sigma _{11}\right]\sigma _{12}^{2}\end{aligned}}}
Для тонких пластин из металла и сплавов параметры критерия текучести Казаку — Барлата могут быть найдены в соответствующих таблицах
| Материал               | {\displaystyle a_{1}} | {\displaystyle a_{2}} | {\displaystyle a_{3}} | {\displaystyle a_{6}} | {\displaystyle b_{1}} | {\displaystyle b_{2}} | {\displaystyle b_{3}} | {\displaystyle b_{4}} | {\displaystyle b_{5}} | {\displaystyle b_{10}} | {\displaystyle \alpha } |
| ---------------------- | --------------------- | --------------------- | --------------------- | --------------------- | --------------------- | --------------------- | --------------------- | --------------------- | --------------------- | ---------------------- | ----------------------- |
| 6016-T4 сплав алюминия | 0.815                 | 0.815                 | 0.334                 | 0.42                  | 0.04                  | -1.205                | -0.958                | 0.306                 | 0.153                 | -0.02                  | 1.4                     |
| 2090-T3 сплав алюминия | 1.05                  | 0.823                 | 0.586                 | 0.96                  | 1.44                  | 0.061                 | -1.302                | -0.281                | -0.375                | 0.445                  | 1.285                   |